# Roger Dierckx
Roger Dierckx est un ancien footballeur belge, né le 28 octobre 1946 et décédé le 24 mars 1990. Il évolue comme arrière latéral et preste une très large part de sa carrière au K. Lierse SK. Il devient par la suite joueur-entraîneur dans quelques clubs de la Province d'Anvers. Il meurt à 43 ans et trois mois, des suites d'une maladie causant des paralysies musculaires diagnostiquées en janvier 1986.

## Biographie

### Carrière de joueur
Il a 22 ans quand le Lierse le recrute au VC Kerkhoven. IL passe les 13 saisons qui suivent dans les rangs des "Pallieters". Il fait partie de la sélection lierroise qui atteint les quarts de finale de la Coupe de l'UEFA 71-72.

### Carrière de joueur-entraîneur
En 1981-1982, il devient joueur-entraîneur au K. FC Dessel Sport qui évolue à l'époque en Division 3. 
Il remplit les mêmes attributions à Herentals puis Lyra, rival lierrois du Lierse et reconstitué par des nostalgiques mécontents de la fusion de 1972.

## Palmarès et faits marquants

### comme joueur
- Vainqueur de la Coupe de Belgique en 1969
- Finaliste de la Coupe de Belgique en 1976

## Sources
- (nl) Fiche du joueur dans les Archives du K. Lierse SK